# サイレンサー/殺人部隊
『サイレンサー/殺人部隊』（サイレンサーさつじんぶたい、英: Murderers' Row）は、1966年12月20日に公開されたアメリカ映画である。前作『サイレンサー/沈黙部隊』の続編であり、「サイレンサーシリーズ」の第2弾である。配給はコロンビア ピクチャーズ。
ドナルド・ハミルトンの小説マット・ヘルムシリーズの一本を映画化したスパイ・アクションとなっている。
主演はディーン・マーティンが続投し、ヒロインをアン＝マーグレットが務めた。音楽をラロ・シフリンとハワード・グリーンフィールドが担当した。

## ストーリー
とある一味が、大都市を消す怪光線を用いて世界征服を企み、その邪魔となる有能なスパイたちを排除していった。一味はマット・ヘルムの元にもモデルを装った構成員を送り込んだが、暗殺には失敗した。マットは上官・Mの命令で、科学者ソラリス博士を救出するため、一味のアジトがあると思われるリビエラへ送り込まれる。彼は「ドミニクの店」へ行き、博士の娘であるスージーと出会う。その直後、富豪のウォールとその愛人ココの証言を受けた地元警察により、マットは博士殺しの犯人として逮捕されるも、スージーによって助けられる。
怪光線はウォールが所有する海岸そばの大工場で作られており、マットは観光客に扮して潜入して捕まるも、正体が露見することなく、解放された。そのころ、何者かに金のブローチ（爆弾）を授けられたスージーは、「ドミニクの店」にいたが、駆け付けたマットにより難を逃れる。そして、ウォールが博士に怪光線の最後の仕上げをさせようとしていたところに、スージーを連れたマットが乗り込む。マットの奮闘むなしく、博士は娘のために一味に協力を承諾する。しかし、スージーの機転によりマットは窮地を脱し、ウォールと対峙する。

## キャスト
| 役名           | 俳優                     | 日本語吹替                                                                                             |
| 役名           | 俳優                     | 日本テレビ版                                                                                           |
| -------------- | ------------------------ | --- |
| マット・ヘルム | ディーン・マーティン     | 藤村有弘                                                                                               |
| スージ         | アン＝マーグレット       | 池田和歌子                                                                                             |
| ジュリアン     | カール・マルデン         | 渥美国泰                                                                                               |
| マクドナルド   | ジェームズ・グレゴリー   | 外山高士                                                                                               |
| ココ           | カミラ・スパーヴ         | 小原乃梨子                                                                                             |
| ソラリス博士   | リチャード・イーストハム | 大久保正信                                                                                             |
| ミス・1月      | コリン・コール           | 福村恵                                                                                                 |
| アイアンヘッド |                          | 若本規夫                                                                                               |
| 不明 その他    |                          | 水鳥鉄夫 城山知馨夫 宮本和男 田中秀幸 小竹外登美 加藤正之 谷口節 中川まり子 青木明子 戸部光代 落合美穂 |
| 演出           | 演出                     | 本田保則                                                                                               |
| 翻訳           | 翻訳                     | 宇津木道子                                                                                             |
| 効果           | 効果                     | TFC |
| 調整           |                          | |
| 制作           | 制作                     | 東北新社                                                                                               |
| 解説           |                          | |
| 初回放送       | 初回放送                 | 1973年10月3日 『水曜ロードショー』                                                                     |

## スタッフ
- 監督：ヘンリー・レヴィン
- 脚本：ハーバート・ベイカー
- 原作：ドナルド・ハミルトン
- 製作：アービング・アレン
- 撮影：サム・リーヴィット
- 音楽：ラロ・シフリン、ハワード・グリーンフィールド